# Rix Port80
Rix Port80 var en svensk teleoperatör och internetoperatör. Rix Port80 levererade bland annat telefoni, bredband och TV, och bildades 2004 genom ett samgående mellan Rix Telecom AB, Västra Frölunda, och Port80 AB, Stockholm. Huvudägare var finansmannen Carl Lundström. VD (2007) var Per Jansson. 
Företaget har numera sålts och namnändrats till Phonera. Dotterbolaget, som fokuserar på IP-nätverk och colocation har bytt namn till Availo Networks AB och ägs sedan sommaren 2014 av IP-Only. 